# Encyocrypta letocarti
Espèce
Encyocrypta letocarti est une espèce d'araignées mygalomorphes de la famille des Barychelidae.

## Distribution
Cette espèce est endémique de Nouvelle-Calédonie. Elle se rencontre vers Rivière Blanche.

## Description
Le mâle holotype mesure 15 mm et la femelle paratype 14 mm.

## Étymologie
Cette espèce est nommée en l'honneur de Yves Letocart.

## Publication originale
- Raven & Churchill, 1991 : A revision of the mygalomorph spider genus Encyocrypta Simon in New Caledonia (Araneae Barychelidae). Zoologia Neocaledonica, vol. 2, Mémoires du Muséum National d'Histoire Naturelle de Paris, sér. A, vol. 149, p. 31-86.